# Caragana korshinskii
Caragana korshinskii är en ärtväxtart som beskrevs av Vladimir Leontjevitj Komarov. Caragana korshinskii ingår i släktet karaganer, och familjen ärtväxter. Inga underarter finns listade i Catalogue of Life.